# Ocotea benthamiana
Ocotea benthamiana là một loài thực vật thuộc họ Lauraceae. Đây là loài đặc hữu của Ecuador.